# Olympiske ild
Den olympiske ild er et af de mest kendte, olympiske symboler. Man havde den også i oldtidens Grækenland, men stafetten blev først indført ved legene i Berlin i 1936. 
I oldtidens Grækenland repræsenterede ilden kontakt med guderne. Ifølge græsk mytologi fik mennesker først ild, da Prometheus stjal ilden fra guderne for at give den til menneskene. Zeus blev rasende, da han opdagede det og straffede Prometheus hårdt. Til menneskerne sendte han Pandora som straf. For at ære guderne var der ild i mange af helligdommene i Olympia, og der brændte hele tiden en ild på Hestias alter.

## De moderne olympiske lege
I moderne tid bliver den olympiske ild tændt i Olympia nogle måneder, før legene begynder. Den tændes af Solen, ved at en fakkel bliver placeret i et parabolspejl, som samler og forstærker solstrålerne. 
Ilden blev indført til de moderne olympiske lege i 1928. Til OL i Amsterdam havde en arkitekt fået ideen om en ild, som skulle brænde i den tid, legene varede. Denne olympiske ild blev en succes og er siden blevet et fast indslag ved de olympiske lege. Ilden kom til vinter-OL for første gang i 1936.
Stafetten stammer oprindelig fra de olympiske lege i Berlin i 1936, og blev indført af Carl Diem. Han var sportshistoriker og leder for den tyske, olympiske komité, og han ønskede at lave ekstra glamour til legene i Berlin. Tyskerne lod ilden blive tændt i Olympia og lavede så en stafet med mere end 3.000 løbere for at bringe ilden til Berlin. Dette blev en så stor succes, at det også er blevet et fast indslag ved legene.

## Ilden har mange veje
Traditionelt bliver faklerne båret til fods, men det er ikke det eneste transportmiddel, man har brugt. Første gang ilden brugte båd, var over den Engelske Kanal i 1948. Til Helsinki i 1952 brugte man for første gang også fly. Alle ridekonkurrencerne ved legene i 1956 i Melbourne blev faktisk holdt i Stockholm. Og da var det en selvstændig stafet med ryttere fra Olympia til Stockholm. I 1976 blev ilden overført som en elektrisk puls fra Athen via en satellit til Montreal. Også kano og kamel har været benyttet.
Den første virkelig kendte idrætsmand, der tændte ilden på stadion, var finske Paavo Nurmi i 1952. Mange vil sikkert også huske Muhammad Ali i 1996 i Atlanta og Cathy Freeman i 2000 i Sydney. Yoshinori Sakai tændte ilden i 1964 i Tokyo, ikke fordi han var en kendt idrætsudøver, men fordi han var født i Hiroshima 6. august 1945, som var den dag atombomben faldt.

## Kampen om ilden
I forbindelse med OL 2008 blev ildens vej frem til Kina vanskeliggjort af en række protestaktioner, hvor aktivister forsøgte at slukke ilden fx for at bringe fokus på menneskerettigheder i Kina.